# Kevin Hofland
Kevin Hofland (ur. 7 czerwca 1979 w Brunssum) – holenderski piłkarz który grał na pozycji obrońcy.
Hofland zaczynał karierę w małym klubie z rodzinnej miejscowości o nazwie Limburgia. Pierwszym profesjonalnym klubem Hoflanda była Fortuna Sittard, w której to spotkał m.in. przyszłych kolegów z PSV Eindhoven – Marka van Bommela i Wilfreda Boumę. W Eredivisie Hofland zadebiutował 10 września 1997 roku w zremisowanym 1-1 meczu ze Spartą Rotterdam. Dobre występy w 1 lidze zaowocowały w 2000 roku transferem do wspomnianego wcześniej PSV Eindhoven. W PSV Eindhoven szło mu dobrze, jednak często leczył kontuzje. Z tą drużyną był 2 razy Mistrzem Holandii w latach 2001 i 2003. W 2004 roku Hofland postanowił, że wyjedzie zagranicę. W lecie tegoż roku zasilił za 2 mln euro niemiecki VfL Wolfsburg. W Eredivisie licznik jak na razie zatrzymał się na 137 meczach i 5 bramkach. W Bundeslidze rozegrał łącznie 76 meczów i strzelił 2 gole, a latem 2007 za 2,6 miliona euro przeszedł do Feyenoordu. W 2010 roku został na rok wypożyczony do cypryjskiego AEK Larnaka.
W reprezentacji Holandii Hofland zadebiutował 15 listopada 2000 roku w wygranym 2:1 meczu z Hiszpanią. Zagrał łącznie w 7 meczach w drużynie narodowej.

## Kluby
| Sezon   | Klub            | Kraj     | Rozgrywki                 | Mecze | Bramki |
| ------- | --------------- | -------- | ------------------------- | ----- | ------ |
| 1997/98 | Fortuna Sittard | Holandia | Eredivisie                | 6     | 0      |
| 1998/99 | Fortuna Sittard | Holandia | Eredivisie                | 29    | 1      |
| 1999/00 | Fortuna Sittard | Holandia | Eredivisie                | 24    | 0      |
| 2000/01 | PSV Eindhoven   | Holandia | Eredivisie                | 29    | 2      |
| 2001/02 | PSV Eindhoven   | Holandia | Eredivisie                | 22    | 2      |
| 2002/03 | PSV Eindhoven   | Holandia | Eredivisie                | 7     | 0      |
| 2003/04 | PSV Eindhoven   | Holandia | Eredivisie                | 20    | 0      |
| 2004/05 | VfL Wolfsburg   | Niemcy   | Bundesliga                | 27    | 0      |
| 2005/06 | VfL Wolfsburg   | Niemcy   | Bundesliga                | 19    | 2      |
| 2006/07 | VfL Wolfsburg   | Niemcy   | Bundesliga                | 30    | 0      |
| 2007/08 | Feyenoord       | Holandia | Eredivisie                | 27    | 1      |
| 2008/09 | Feyenoord       | Holandia | Eredivisie                | 20    | 1      |
| 2008/09 | Feyenoord       | Holandia | Eredivisie                | 20    | 1      |
| 2009/10 | Feyenoord       | Holandia | Eredivisie                | 8     | 1      |
| 2010/11 | AEK Larnaka     | Cypr     | Protathlima A’ Kategorias | 25    | 5      |
| 2011/12 | AEK Larnaka     | Cypr     | Protathlima A’ Kategorias | 11    | 0      |